# Władysław Szweryn
Władysław Szweryn (von Schwerin) herbu własnego – chorąży parnawski w latach 1697-1715.
Był elektorem Augusta II Mocnego z Księstwa Żmudzkiego w 1697 roku.